# 南投縣歷史
南投地名由來，源自平埔族洪雅族支族阿立昆族（Arikun）族語「Ramtau」，即以臺語音譯為「南投」。《諸羅縣志》:「虎尾之北有大武郡山，東為南投山，內社二，溪南為南投，溪北為北投」，故得名「南投」。而北投指今草屯鎮（古北投堡）。

## 史前時期
南投地區在史前時代即有人類活動的蹤跡，有發現屬於新石器時代中期牛罵頭文化遺跡，也有屬於新石器時代晚期營埔文化的遺跡七股遺址和頂崁仔遺址，七股遺址位於草屯鎮坪頂里，出土有灰黑色夾砂陶片、打磨製斧鋤、穿孔石刀，網墜等器物。頂崁仔遺址位於草屯鎮中原里，出土有紅色夾砂陶、灰黑色泥質陶、紅褐色粗砂陶、打製石斧、磨製石鋤、打製石刀、打製石矛等器物。一般認為是屬於台中盆地周遭史前人類活動的延伸。

## 明鄭時期
南投在明鄭時期屬天興縣，後屬北路安撫司，此時開始有漢人入墾縣域西部平原地帶。1665年鄭經頒布「屯田之制，以拓番地」，派遣鄭成功部將，參軍林圯率屯丁200人由斗六門（今斗六市）入墾，越過阿拔泉溪（今清水溪），攻打牛相觸口（今中和里）。林圯建立竹圍仔庄（今竹圍里）為根據地，將原居的鄒族魯富都（Luhtu）大社驅逐至東埔蚋（今延平里），雙方爆發數起激烈衝突。1668年10月，鄒族人夜襲圍困竹圍仔庄，林圯與百餘屯丁悉數被殺。後斗六方面援軍再度掃蕩鄒族人，將所屯墾之佔領區命名為「林圯埔」。另屯弁杜、賴二姓的勢力也進佔濁水溪南岸之社寮（今山崇里、社寮里）、後埔仔（今中央里、富州里），使竹山成為漢人在南投最早開發的地區。而魯富都（Luhtu）亞群則失去清水溪流域與濁水溪流域的丘陵地，向後往大水窟遷徙。縣域中部的埔里盆地、集集河谷仍屬原住民之傳統領域，泰雅族與布農族兩大族群眉溪為界，北為泰雅族人，南為布農族人。

## 清治時期

1894年之臺灣行政區圖，中間綠色部分為臺灣縣。

1683年（清康熙二十二年）隸屬於福建省臺灣府諸羅縣。1723年（雍正元年）增設彰化縣，該縣隸屬之。至1759年（乾隆二十四年）正式設縣丞。1887年（光緒十三年）福建、臺灣分治，臺灣改制為臺灣省，這時的南投行政區屬臺灣府臺灣縣（縣治在今臺中市南區），縣丞駐南投堡。
清初台灣中部地區尚未大規模開發，尚有大半區域屬於番界之外。雍正元年（1723年），配合臺廈道增設彰化縣，虎尾溪以北皆納為其管轄。雍正九年(1731年)臺灣道成立，並增設淡水廳。至光緒十三年(1887年)，福建台灣省成立，台灣府遷移至台中，並新設臺灣縣，範圍包含今日南投地區。
開墾初期南投地區仍有部分地區為平埔族聚落。也因為位處於番界邊緣，官府有駐軍於此，並令平埔族人在番界一帶土地耕種，後平埔族群轉入埔里盆地。漢人亦漸漸入墾埔里、水里等地。
開發較晚的埔里盆地於清嘉慶十九年（1814年）因遭到漢人的入侵而爆發郭百年事件，對泰雅、布農兩族的衝擊甚大，導致清政府一度禁止漢人入墾
。依《公議同立合約字》記載，平埔人是在清道光三年（1823年）受邀入墾，較漢人晚於九年進駐，來自的族群有洪安雅、拍瀑拉、道卡斯、巴布薩與巴宰等五族十四社，是埔里有史以來最大規模移民潮 。平埔族族群進入埔里後，一開始以埔社與眉社的佃田為生，後來依恃其農耕技術較當地族群進步，逐漸獲得當地大多土地，當地原居民因此逐漸撤往山區居住。漢人也隨著逐漸鬆弛廢除的內山開墾禁令陸續前來開墾居住。
後來，清政府眼見漢人不斷地湧入埔里開墾，臺灣兵備道夏獻綸於清光緒元年（1875年）11月8日解禁開墾禁令，總兵吳光亮於此建立大埔城。
劉銘傳在清光緒十三年（1887年）設埔裏社撫墾局，埔裏社撫墾局至日治時期仍然沿用。

## 日治時期

1915年南投廳行政區劃（不含蕃地）

1894年（光緒二十年）甲午戰爭清廷戰敗，遂於第二年（1895年）將臺、澎割讓日本。1895年劃入臺中縣，1901年獨立為南投廳，1920年改為臺中州南投郡、竹山郡、新高郡、能高郡。
1911年帝國製糖株式會社為了方便輸送南投地區的甘蔗至台中糖廠，開始修築來往兩地的鐵路，同年南投至名間段率先通車，至1918年時全線完工。本路線1940年時改為大日本製糖經營，並一直持續到戰後台糖公司接手為止。另外一條通過的鐵路則是彰南線，1914年由彰化銀行的創辦人楊吉臣及吳汝祥投資興建這條往返彰化與南投的路線，同年12月鐵路通車，是台灣第一條純粹以客運為業務的鐵路路線（在此之前多為糖業或其他產業鐵路兼辦客運）。連結埔里地區的「埔里社輕鐵線」亦於1911年開通，有4條鐵道路線：埔里─外車埕（今水里鄉車埕），埔里─眉溪，埔里─桃米坑大坪，埔里─小埔社。

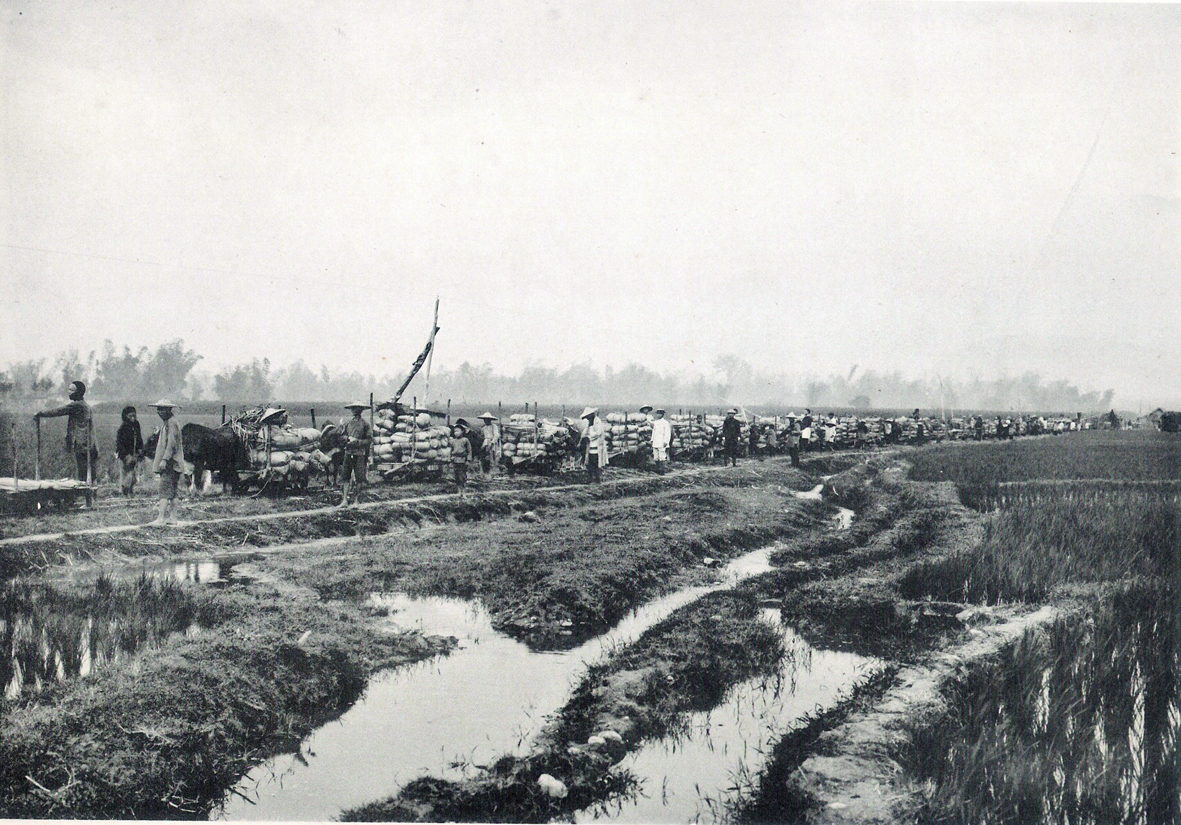
埔里社輕鐵線

1918年7月，臺灣電力株式會社開始在日月潭興建「門牌潭發電所」，但由於資金的不足，拖到1919年才大興土木。1934年6月完工，並改稱日月潭第一發電所。其相關工程包括在武界建壩攔截濁水溪上游溪水，開鑿人工引水隧道至日月潭以供給水源，而發電後的水則被引導注入濁水溪支流水里溪。為了運送電廠興建所需要的材料，集集線鐵路因此孕育而生。完工後的日月潭的水位上升，湖面面積也從原來的4.55平方公里擴張至7.73平方公里，當時稱為「珠子山」的拉魯島面積也稍為縮小。

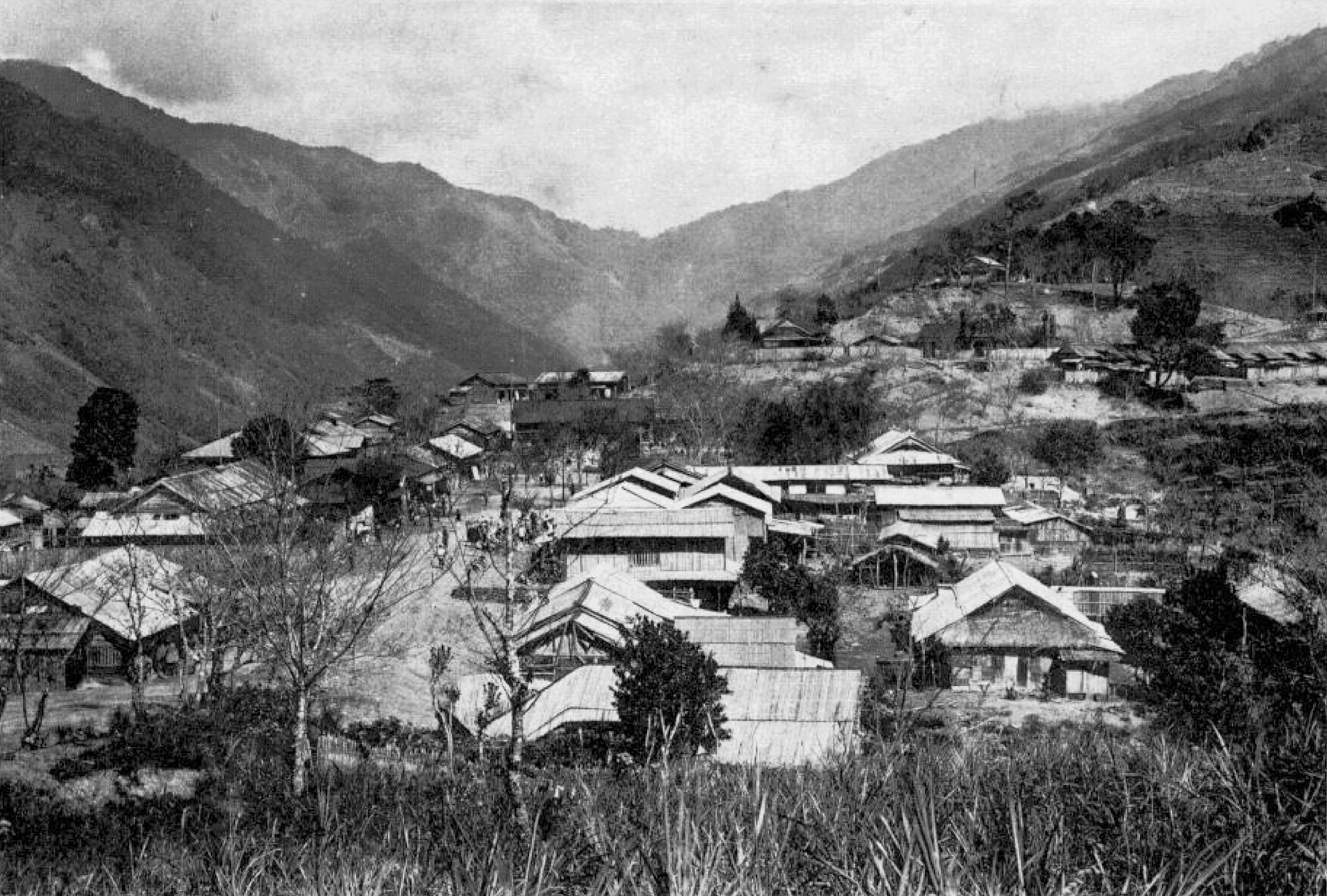
1930年的霧社

1930年發生原住民武裝抗日的霧社事件。起因是賽德克族原住民不滿日本統治當局長期以來苛虐暴政，而由馬赫坡社頭目莫那·魯道率領德克達亞群各部落聯合起事，襲擊由日方建立的樣板聚落霧社，趁霧社公學校舉行運動會時襲殺日本人。事發後立即遭日方調集軍警，以飛機、山炮、毒氣等武器強力鎮壓；而起事的賽德克族人雖在襲擊成功後即回撤備戰，但仍不敵日方的強大武力，身為起事領袖的莫那·魯道飲彈自盡，參與行動的各部落幾遭滅族，數百位族人集體自縊，餘生者則被日方強制遷至川中島（今南投縣仁愛鄉西北端的清流部落）集中居住與管理。該事件爆發震驚日本政府與國際社會，除了使臺灣總督府的理蕃政策遭到重大挑戰，並造成時任總督石塚英藏、總務長官人見次郎等高層官員引咎去職。

## 戰後時期
戰後初期該縣仍屬臺中縣轄。1950年10月，臺灣地區實施地方自治，政府調整全省行政區，南投自臺中縣劃出單獨設南投縣，並於是年10月21日設立南投縣政府，縣治設於南投鎮，此為南投縣之誕生。1969年1月1日，草屯鎮山脚里的第十五至十九鄰劃歸南投鎮，設立光辉里。1981年12月25日，南投鎮改制为縣轄市南投市。1957年7月1日，臺灣省政府遷至南投縣南投市營盤口中興新村，至2018年7月1日省政府解散為止，南投成為臺灣省省會所在地。

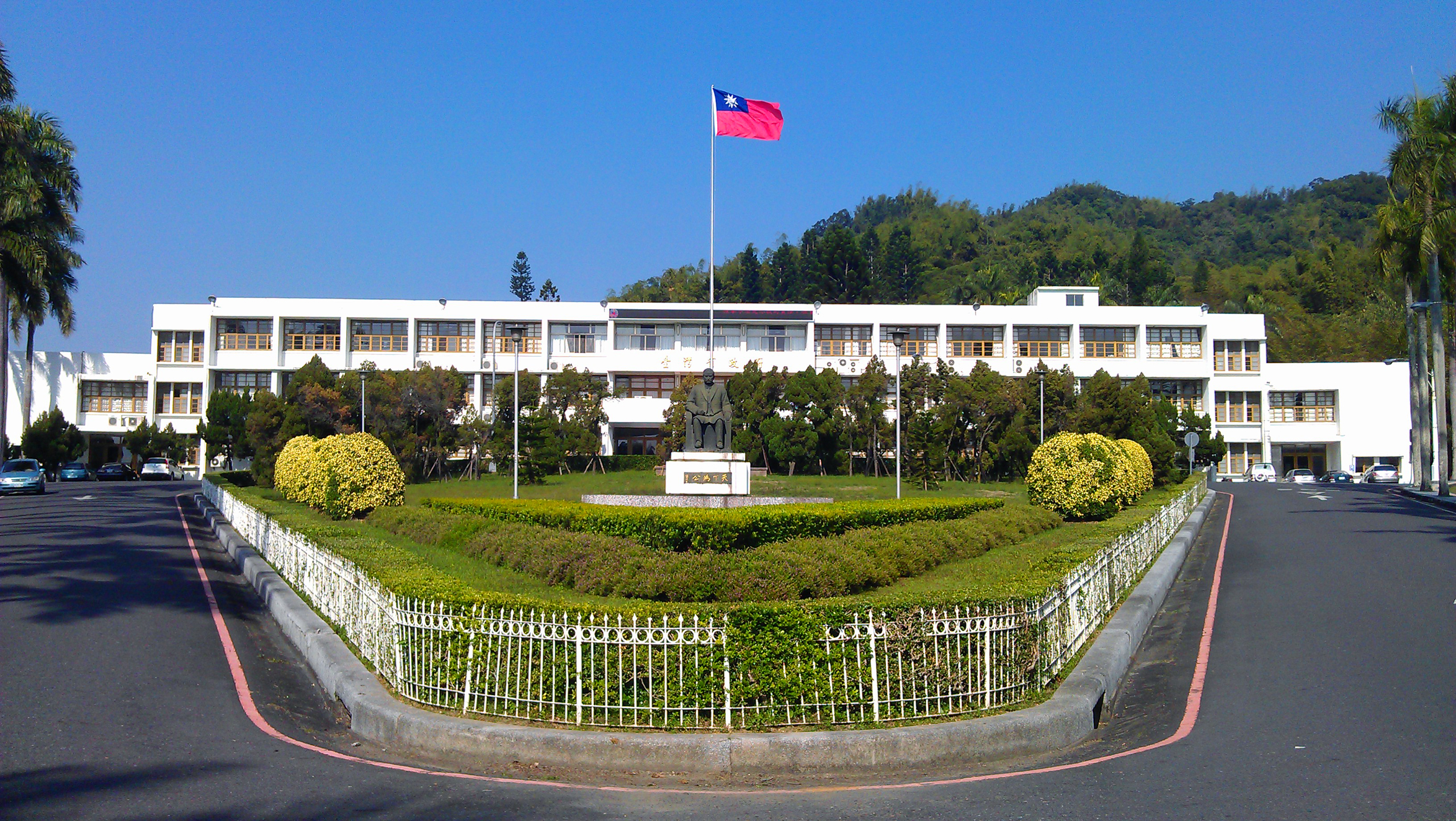
1957至2018年之臺灣省政府大樓，現為國家發展委員會中興辦公區中興新村活化專案辦公室

1951年4月，中部橫貫公路進行南北兩線初勘。1955年6月底，蔣經國率隊踏勘日人擬開闢之中線，後因此線地質不佳作罷，後選定北線合歡越嶺古道作為作為中橫的大致路線。1956年6月中旬，蔣經國率隊自谷關入山，由西向東對北線作最後一次的勘驗。7月7日正式開工，此工程動員了1萬多位退伍的榮民。中橫公路在開工之後曾發生過不少意外。經統計因工程意外及天災而殉難的有212人、受傷者702人，平均下來每公里犧牲1人餘。中橫的完工日期比預定的提早半年完工，整個工程費時三年九個月十八天，花費約4億9456萬新台幣（含美援3億8994萬元）。在1960年5月9日開放通車，通車典禮由時任中華民國副總統陳誠主持。

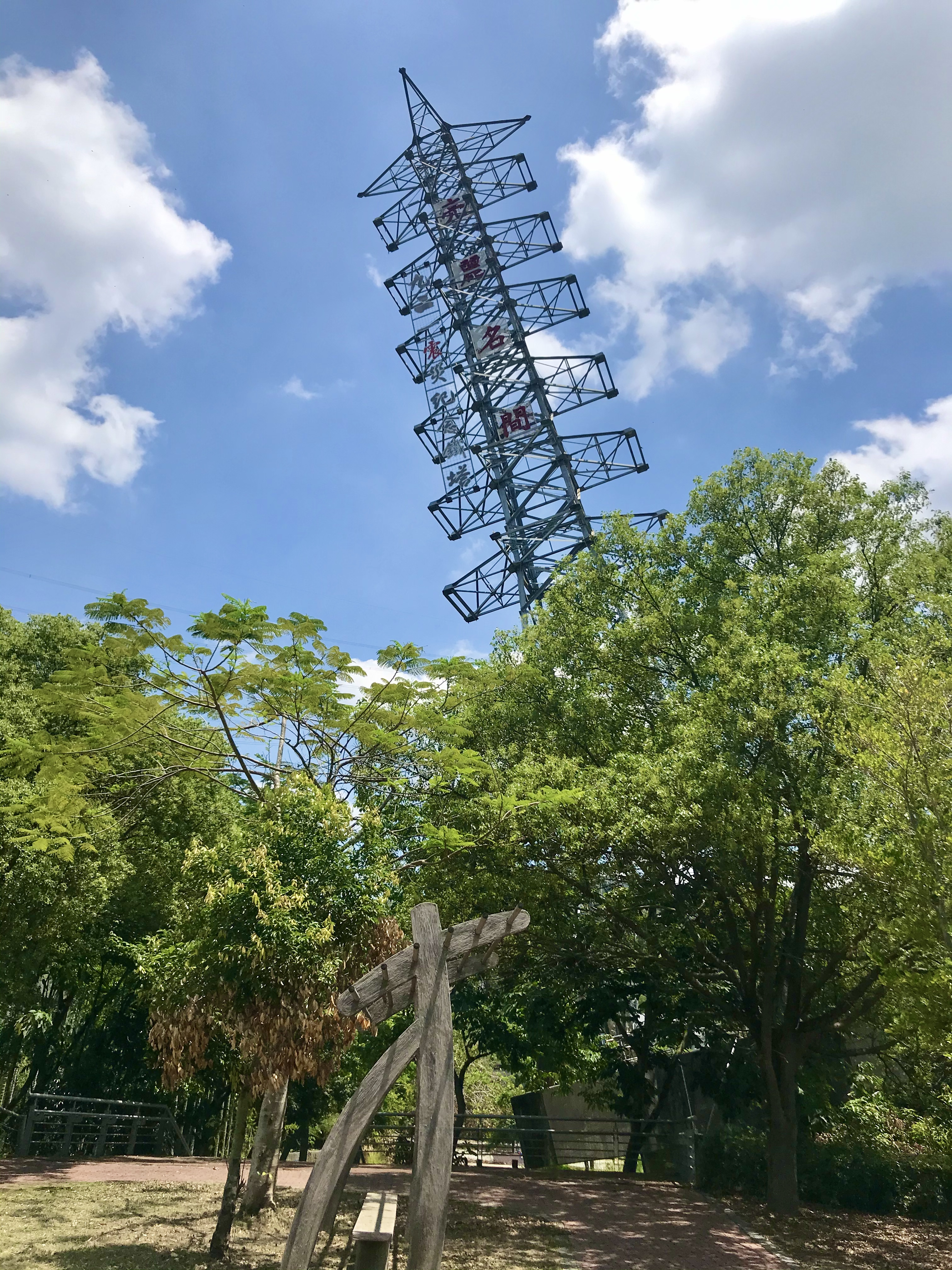
九二一震災紀念斜塔

1999年9月21日上午1時47分發生芮氏規模7.3的921大地震，震央位于南投縣集集鎮境內，是臺灣戰後時期傷亡損失最大的自然災害。
2008年4月23日，原被歸爲泰雅族的賽德克族成為中華民國政府承認的臺灣原住民族群。